# Air Molek II
Air Molek II is een bestuurslaag in het regentschap Indragiri Hulu van de provincie Riau, Indonesië. Air Molek II telt 1965 inwoners (volkstelling 2010).